# Халандејл Бич (Флорида)
Халандејл Бич (енгл. Hallandale Beach) град је у америчкој савезној држави Флорида. По попису становништва из 2010. у њему је живело 37.113 становника.

## Демографија
Према попису становништва из 2010. у граду је живело 37.113 становника, што је . (.%) становника више него 2000. године.
| Група             | 2000.          | 2010.          |
| Белци             | 21.456 (62,6%) | 17.695 (47,7%) |
| Афроамериканци    | 5.493 (16,0%)  | 6.948 (18,7%)  |
| Азијати           | 344 (1,0%)     | 532 (1,4%)     |
| Хиспаноамериканци | 6.447 (18,8%)  | 11.809 (31,8%) |
| Укупно            | 34.282         | 37.113         |